# Geburtskanal
Der Geburtskanal ist die Bezeichnung für die Organe des weiblichen Geschlechtssystems, bzw. die darin befindlichen Hohlräume, die ein Kind bzw. Jungtier zum Zeitpunkt seiner Geburt passieren muss. Der Begriff findet hauptsächlich Anwendung bei Säugetieren einschließlich des Menschen, aber auch bei anderen lebendgebärenden Tieren. Im Fall der Säugetiere umfasst der Geburtskanal den Gebärmutterhals sowie die anschließende Vagina. Häufig wird der Begriff auf das knöcherne weibliche Becken (den Beckenkanal) erweitert. Dieses stellt beim Menschen die Haupthürde für das Kind bei der Geburt dar.

## Morphologische Verhältnisse

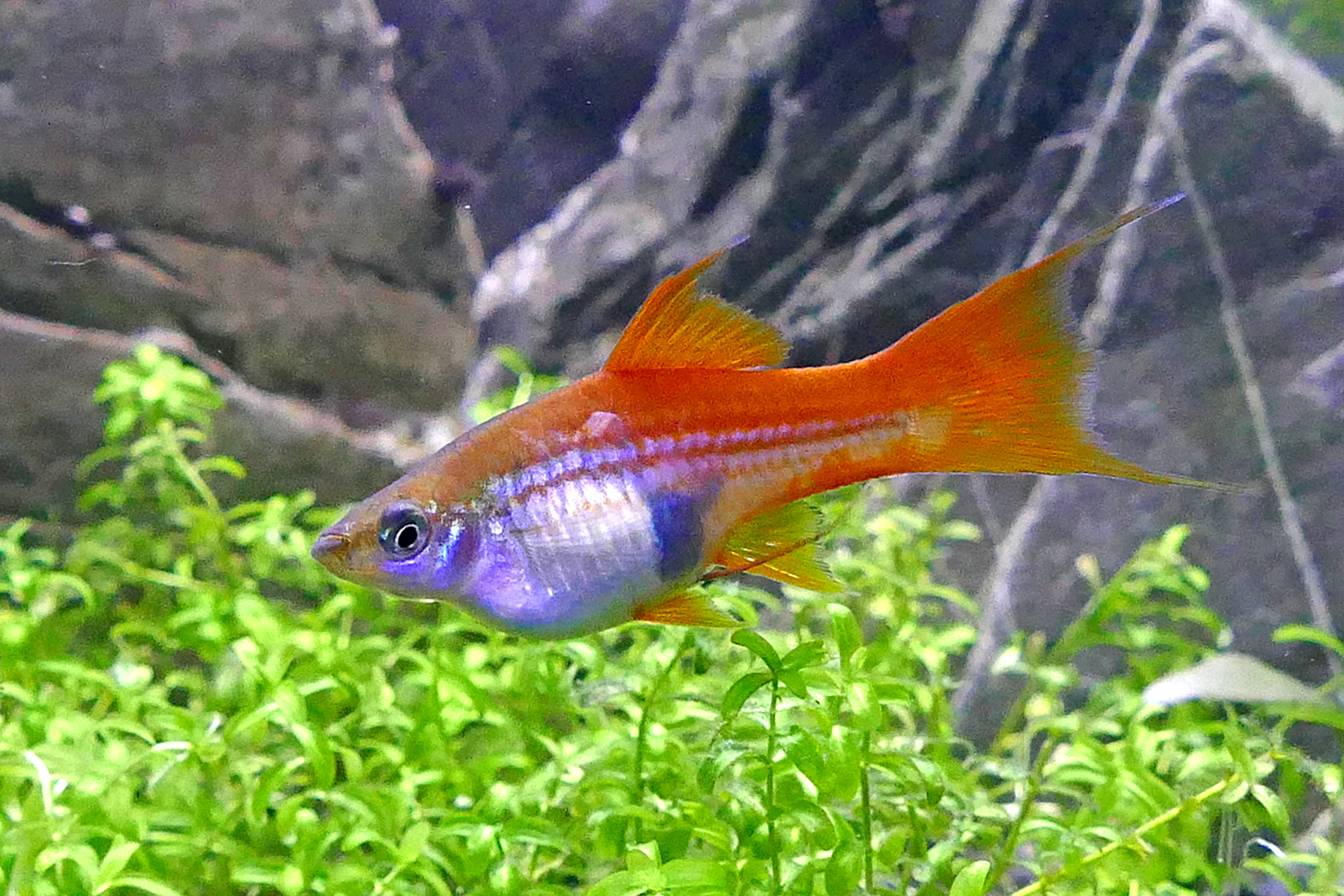
Trächtiges lebendgebärendes Schwertträgerweibchen.

Eine wesentliche Rolle spielen die Morphologie bzw. Anatomie und die Größenverhältnisse zwischen den engeren Bereichen des Geburtskanals und den Föten, die ihn passieren müssen.
Bei Reptilien und Vögeln sind die entsprechenden weiblichen Strukturen Teile des Legedarms. Die meisten Reptilienarten sind ovipar. Auch hier wird manchmal der Begriff Geburtskanal verwendet, besonders bei Beschreibungen der Legenot und ihrer Behandlung. Spezialisierte Tierärzte vergewissern sich bei den Untersuchungen, dass das Verhältnis von Eigröße und Beckendurchmesser eine Eiablage erlaubt. Bei weichschaligen Eiern ist während der Beckenpassage ein gewisse Komprimierung möglich. Beim Menschen muss eine Diskrepanz zwischen dem Umfang des kindlichen Schädels und der Weite des mütterlichen Beckens durch eine sich an die Form des Geburtskanals in der Beckenenge anpassende Verformung des Kopfes überwunden werden, wobei sich die Ränder der Schädelknochen an den noch offenen breiten Suturen übereinanderschieben.

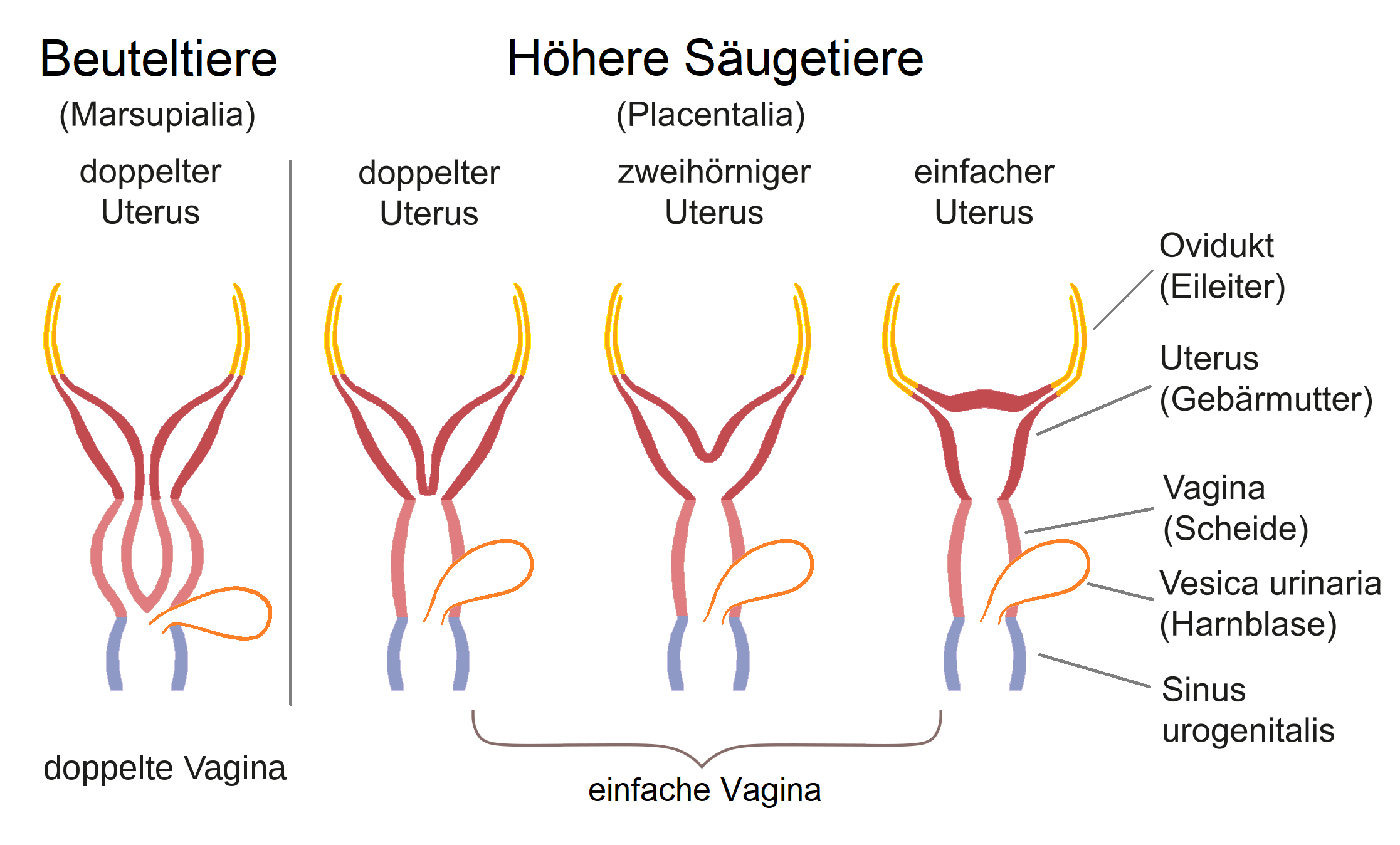
Schematische Darstellung der embryonalen Anlagen des Geburtskanals bei verschiedenen Säugetieren mit dem Sinus urogenitalis.

Viele Säugetiere haben doppelte oder geteilte Uteri (Uterus bicornis), die einen für die Tierart normalen Geburtsablauf erlauben. Beim Menschen gibt es diese nur als seltene Fehlbildungen der Gebärmutter. Sie bedeuten Risikoschwangerschaften und Risikogeburten.
Bei dem für die vierbeinige Fortbewegung ausgelegten Körperbau der Säugetiere, auch bei dem der anderen Primaten, verlaufen die Geburten meistens leichter als beim Menschen. Beim Menschen hat sich im Zusammenhang mit dem aufrechten Gang und dem im Laufe der Hominisation zunehmendem Kopfumfang der Neugeborenen eine relative Enge im Bereich des knöchernen Beckens entwickelt. Diese ist für die Geburtsverläufe von Nachteil, sie bietet aber bessere Unterstützung, um das Gewicht der Eingeweide und eines großen menschlichen Fötus während einer langen Schwangerschaft zu tragen. Studien deuten darauf hin, dass der zweibeinige Gang zu einer Verringerung der Flexibilität der Schambeinfuge geführt hat. Diese öffnet sich bei Säugetieren mit großen Föten weiter als beim Menschen.
Die Enge des Geburtskanals speziell beim anatomisch modernen Menschen (Homo sapiens) führte zu einem relativ hohen Risiko der Neugeborenen- und Müttersterblichkeit. Dies ist einer der Gründe, warum es in allen Kulturen üblich wurde, den Frauen Geburtshilfe zu leisten.

## Geburtskanal des Menschen

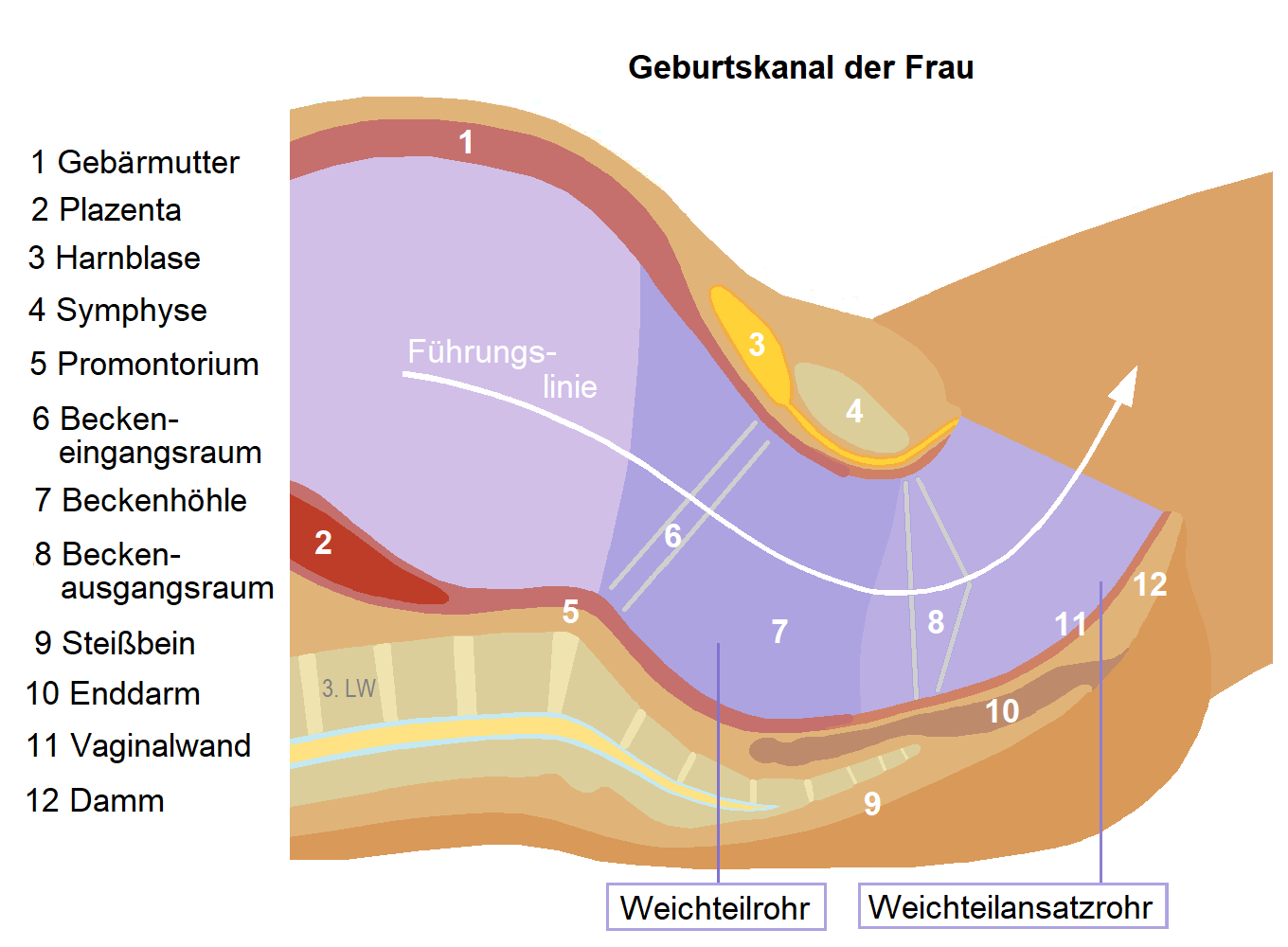
Die für die Geburtsmechanik bedeutsamen Bereiche.

Der menschliche Geburtskanal besteht aus dem knöchernen Becken mit den Beckenräumen des großen und kleinen Beckens sowie aus dem Weichteilrohr und dem Weichteilansatzrohr.

### Knöchernes Becken
Die Grenzebene zwischen dem großen und kleinen Becken bezeichnet man als Linea terminalis. Sie verläuft vom Bereich des Promontoriums zum oberen Rand der Symphyse. Geburtsmechanisch wichtig ist die Unterteilung des kleinen Beckens in den Beckeneingangsraum, die Beckenhöhle und den Beckenausgangsraum.
- Der Beckeneingangsraum beginnt an der Ebene zwischen dem Promontorium und dem oberen Rand der Symphyse.
- Die Beckenhöhle reicht vom Rand des Beckeneingangsraums bis zur Ebene zwischen dem Ende des Kreuzbeins und dem unteren Rand der Symphyse. Die Spinae ossis ragen von beiden Seiten her in die Beckenhöhle, deshalb ist hier mit (im Mittelwert) 10,5 cm die engste Stelle im Querdurchmesser des kleinen Beckens, die sog. „Beckenenge“.
- Der Beckenausgangsraum wird seitlich durch die Levatorschenkel begrenzt, das verengt ihn nach unten hin. Der Längsdurchmesser von der Steißbeinspitze zum unteren Rand der Symphyse beträgt im Mittelwert 12 cm. Das Steißbein kann ein wenig nach hinten gebogen werden, so dass der Längsdurchmesser um 1 bis 2 cm erweitert wird.

Nachdem infolge der Eröffnungswehen der vorangehende Teil des Kindes um den Bogen um das Promontorium herumgeschoben wurde, hat nur das unterhalb der Linea terminalis liegende kleine Becken für den weiteren Geburtsmechanismus Bedeutung.

### Weichteile
Das Weichteilrohr als innerer Bereich des Geburtskanals besteht aus dem unteren Segment der Gebärmutter, dem Gebärmutterhals und dem Beckenboden. Beim Austritt des kindlichen Kopfes aus dem knöchernen Becken entfalten sich Vagina und Beckenboden nach außen und verlängern den Geburtskanal als Weichteilansatzrohr um mehrere Zentimeter, besonders am Damm. Bei medizinischer Indikation kann die Verlängerung (evtl. unter Lokalanästhesie) per Dammschnitt geöffnet werden, um die Geburt des Kopfes zu erleichtern und einem Riss vorzubeugen.

### Folgen der Beckenenge
Geburten können die Weichteile strapazieren. Der Beckenboden wird starken Zugkräften ausgesetzt und erheblich gedehnt, weshalb infolge von Geburten Störungen der Beckenbodenfunktion und Harninkontinenz häufige chronische Gesundheitsprobleme bei Frauen darstellen.
Bei 4 bis 6 Prozent der Schwangerschaften besteht vor der Geburt ein Missverhältnis zwischen dem Kopfumfang des Kindes und den Innendurchmessern des knöchernen Beckens (Beckenmaße), das eine vaginale Geburt unmöglich macht. Obstruierte Wehen aufgrund eines ungünstigen Größenverhältnisses können ohne Kaiserschnitt zu Verletzungen des ungeborenen Kindes und der Schwangeren und für beide zum Tod führen.
Seit bei Geburtsstillständen Kaiserschnitte durchgeführt werden, wurde der Selektionsdruck auf die Beckeninnenmaße der Frauen und die Größe der Ungeborenen aufgehoben. Damit nimmt die moderne Geburtshilfe Einfluss auf die menschliche Evolution. Nach Berechnungen in einer Studie dürften die regelmäßigen Anwendungen lebensrettender Kaiserschnittentbindungen, die wegen eines Missverhältnisses vorgenommen wurden, evolutionär bereits zu einer Erhöhung der Rate an ungeborenen Kindern mit relativ großem Kopfumfang geführt haben.

### Rückbildung
Nach der Dehnung der Weichteile des Geburtskanals durch den Geburtsvorgang erfolgt die Schwangerschaftsrückbildung durch Uteruskontraktion, Abbau überschüssig gewordener Muskelsubstanz, Regeneration des Endometriums sowie Straffung der Beckenbodenmuskulatur, die wieder ihre Verschlussfunktion erfüllt. Während der Geburt ist die Vagina Teil des Geburtskanals. Nach einer Regenerationszeit, kann die Vagina wieder als Sexualorgan dienen und vaginaler Intimverkehr post partum wird möglich.